# Andreas Rabl

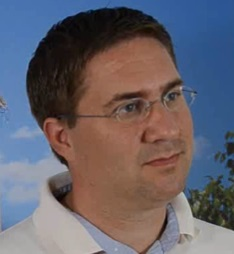
Andreas Rabl, 2012

Andreas Leonhard Knut Rabl (* 24. Oktober 1972 in Wels) ist ein österreichischer Politiker der Freiheitlichen Partei Österreichs (FPÖ). Er ist seit 2015 Bürgermeister der oberösterreichischen Stadt Wels.

## Leben
Andreas Rabl besuchte die Volksschule Puchberg und maturierte 1991 am Bundesgymnasium Wels. Er studierte von 1991 bis 1997 Rechtswissenschaften an der Universität Wien (Mag. iur.). Von 1996 bis 1997 praktizierte er als Assistent im Europäischen Parlament, danach war er Rechtspraktikant am Landesgericht Wels. 1998 absolvierte er den Präsenzdienst beim österreichischen Bundesheer.
Seit 1998 ist Andreas Rabl auch als Rhetorik- und Kommunikationstrainer tätig. Von 1999 bis 2003 war er Rechtsanwaltsanwärter in einer Welser und Wiener Kanzlei. Danach arbeitete Rabl von 2003 bis 2015 als selbständiger Rechtsanwalt mit dem Schwerpunkt Insolvenz- und Wirtschaftsrecht, und 2003 promovierte er zum Dr. iur. Ebenfalls war er von 2004 bis 2015 als Fachhochschullektor für Bürgerliches Recht und Wirtschaftsrecht an der Fachhochschule in Wels tätig.
Seit 2001 ist er Mitglied des Gemeinderates der Stadt Wels. Von 2009 bis 2013 war er Stadtrat, von 2013 bis 2015 Vizebürgermeister. Seit dem 9. November 2015 ist er als Nachfolger von Peter Koits (SPÖ) Bürgermeister von Wels. Zuletzt wurde Rabl 2015 im zweiten Wahlgang mit 62,97 Prozent der gültigen Stimmen gewählt.
Rabl ist der erste FPÖ-Bürgermeister einer oberösterreichischen Statutarstadt und der erste Welser Bürgermeister seit 1946, der nicht von der SPÖ gestellt wird.
2021 übernahm Rabl während einer Covid-19-Erkrankung Manfred Haimbuchners interimistisch die Leitung der oberösterreichischen FPÖ, zuvor hatte er bereits die stellvertretende Leitung der Landespartei innegehabt. Rabl führte auch eine parteiinterne Reformgruppe zur Zukunft der FPÖ - nach der Wahlniederlage der FPÖ bei der Nationalratswahl in Österreich 2019 an. 2024 plante Rabl gemeinsam mit einer Personenliste eine Kandidatur für den Vorstand des Partnerschaftsvereins „Österreichische Freunde“ der Gedenkstätte Yad Vashem, was national und international für Kritik sorgte.  Die Kandidatur wurde schließlich zurückgezogen, zuvor hatte der Direktor des Yad-Vashem-Archivs in Jerusalem von dem Verein verlangt, angesichts „verstörender Berichte über den Hintergrund und die politische Zugehörigkeit“ von Kandidaten die Wahl zum Vereinsvorstand auszusetzen, anderenfalls werde man dem Verein die Erlaubnis zur Nutzung des Namens der Gedenkstätte entziehen.

## Politische Standpunkte
Rabl gilt als „Hardliner in Sachen Integration“. Anfang 2016 erregte er österreichweit Aufsehen mit der Ankündigung, den städtischen Kindergärten einen Wertekodex zu verordnen. Diesem Kodex zufolge müsse jedes Kind je fünf deutschsprachige Lieder und Gedichte vortragen können. Dieser Kodex wurde später jedoch entschärft. Rabl sprach sich gegen ein Asylgroßquartier und eine Registrierstelle für Asylangelegenheiten in Wels aus.
Im Juli 2018 sorgte eine von Rabl und seinem Parteikollegen Manfred Haimbuchner an den italienischen Politiker und Innenminister Matteo Salvini ausgesprochene Einladung, seinen Urlaub im oberösterreichischen Wels zu verbringen, für internationales Aufsehen. Zuvor war Salvini vom Inselrat von Mallorca aufgrund von ausländerfeindlich und menschenverachtend beurteilten Aussagen zur „unerwünschten Person“ erklärt worden. Die Einladung Rabls und Haimbuchners wurde von lokalen Fraktionen der SPÖ, Grünen, Neos, ÖVP sowie Hoteliers kritisiert.
Salvini bedankte sich für die Einladung, machte jedoch lieber Urlaub an der Adria.
Ebenfalls 2018 sorgte ein von Rabl verfasstes Vorwort in einem Buch über die NS-Zeit für öffentliche Debatten: Rabl schrieb darin, sein Großvater Max Rabl sei „wegen kritischer Äußerungen zum NS-Regime gleich mehrmals verhaftet“ worden, so und „teilweise noch viel schlimmer“ sei es „zahlreichen anderen Welsern“ ergangen. Max Rabl war tatsächlich aus heute nicht mehr eruierbaren Gründen dreimal von der Gestapo festgenommen worden, die Außerachtlassung der NS-Vergangenheit von Max Rabl, dieser war Alter Kämpfer und hatte die Leitung eines Verlags der Diözese St. Pölten übernommen, durch seinen Enkelsohn Andreas Rabl wurde u. a. vom Mauthausen Komitee Österreich kritisiert.
Ein mehrtägiges Treffen von Burschenschaften, darunter auch Verbindungen mit Nähe zum Rechtsextremismus oder Neonazismus, das im September 2022 in der Stadthalle Wels stattfand, wurde von der Stadt Wels mit 5000 Euro gefördert. Öffentliche Kritik daran kommentierte Rabl mit den Worten, er möge „es nicht, wenn Gruppen pauschal verurteilt werden“ und „gehe davon aus, dass bei der Veranstaltung alle Gesetze eingehalten werden.“ Es sei „eine große Veranstaltung, und große Veranstaltungen sind in Wels willkommen.“ Auf Kritik der SPÖ Wels an einem im Jahr 2023 geplanten Vortrag des Verschwörungstheoretikers Daniele Ganser in der Welser Stadthalle reagierte Rabl mit den Worten: „Wie alle Auftritte wurde auch der von Herrn Ganser verfassungsrechtlich geprüft (...) Dabei tauchten keine Gründe auf, den Auftritt nicht zu erlauben.“ Er habe keine politische Handhabe für eine Absage, es drohe der Stadt Wels ein finanzieller Schaden durch eine mögliche Klage Gansers. Dessen Vortrag werde „vom Gleichheitsgrundsatz gestützt“ und gehöre „zur Ausübung der Meinungsfreiheit“. Die Welser SPÖ trete „mit ihrer Forderung nach einer Absage das Recht auf Meinungsäußerung“ und somit einen „Grundpfeiler der Demokratie (...) mit Füßen (...) wer gibt ihr außerdem das Recht, Menschen als 'Querdenker' zu kategorisieren?“
Im Kontext seiner Tätigkeit als Leiter einer Reformgruppe für einen „modernen Auftritt“ der FPÖ war Rabl 2019 auch mit der Ausarbeitung eines parteiinternen „Fragenkatalogs“ und von „Rechtsextremismuskriterien“ beschäftigt. Hier äußerte Rabl in einem Ö1-Interview im Hinblick auf potenzielle Anwärter auf Parteimitgliedschaft bei der FPÖ, es bestehe kein unbedingter Zusammenhang zwischen den Identitären und Rechtsextremismus, es gehe vielmehr um die „persönliche Einstellung“ der einzelnen Person. Später revidierte Rabl seine Äußerungen und erklärte, für eine Parteimitgliedschaft müsse die Aktivität bei den Identitären beendet und die politische Meinung geändert werden.

## Familie
Andreas Rabl ist verheiratet und Vater dreier Kinder. Sein Großvater Max Rabl war ebenfalls Politiker.